# Opařany
Opařany (jusqu'en 1923 : Opořany ; en allemand : Woporschan) est une commune du district de Tábor, dans la région de Bohême-du-Sud, en République tchèque. Sa population s'élevait à 1 408 habitants en 2020.

## Géographie
Opařany se trouve à 15 km à l'ouest de Tábor, à 47 km au nord de České Budějovice et à 76 km au sud de Prague.
La commune est limitée par Božetice et Jistebnice au nord, par Drhovice et Meziříčí à l'est, par Řepeč et Stádlec au sud et par Bernartice, Zběšičky et Sepekov à l'ouest.

## Histoire
La première mention écrite du village date de 1268.

## Patrimoine

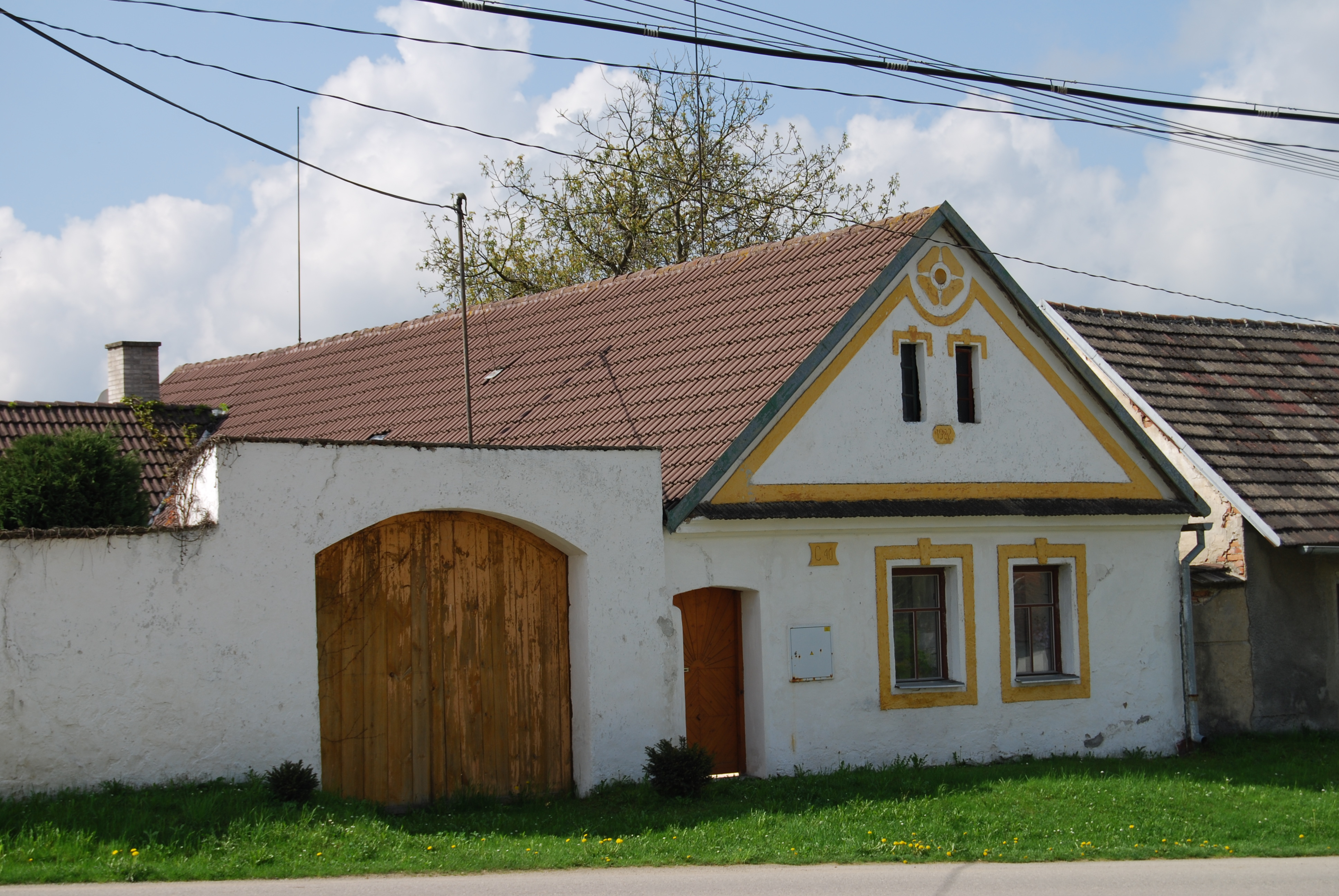
Architecture locale au hameau de Podboří.